# Tarek Yehia (football)
Ne doit pas être confondu avec Tarek Yehia.
Tarek Yehia (arabe : طارق يحيى) (né le 10 septembre 1961 à Kafr el-Cheik en République arabe unie, aujourd'hui en Égypte) est un footballeur international égyptien, qui évoluait au poste de milieu de terrain, avant de devenir entraîneur.

## Biographie

### Carrière de joueur

#### Carrière en sélection
Avec l'équipe d'Égypte, il joue entre 1984 et 1991. 
Il figure notamment dans le groupe des sélectionnés lors des CAN de 1986, de 1988 et de 1990. Il remporte l'édition de 1986.
Il joue enfin un match face au Zimbabwe lors des tours préliminaires de la coupe du monde 1986.

## Palmarès
| Zamalek - Championnat d'Égypte (3) : - Champion : 1983-84, 1987-88 et 1991-92. - Coupe d'Égypte (5) : - Vainqueur : 1987-88. - Ligue des champions (2) : - Vainqueur : 1984 et 1986. - Coupe afro-asiatique (1) : - Vainqueur : 1987. |  | Égypte - Coupe d'Afrique des nations (1) : - Vainqueur : 1986. |